# Państwowy Fundusz Ziemi
Państwowy Fundusz Ziemi (PFZ) – instytucja utworzona dekretem o reformie rolnej w 1944 roku, mająca realizować zadania tejże reformy.
W skład PFZ weszły nieruchomości, będące własnością Skarbu Państwa przed 1945 rokiem, oraz nieruchomości skonfiskowane i znacjonalizowane, m.in. na podstawie dekretu o reformie rolnej z 1944 roku, dekretu o własności i użytkowaniu gruntów na obszarze miasta stołecznego Warszawy z 1945 roku, dekretu o majątkach opuszczonych i poniemieckich z 1946 roku, dekretu o nabywaniu i przekazywaniu nieruchomości niezbędnych dla realizacji narodowych planów gospodarczych z 1949 roku oraz dekretu o przejęciu na własność Państwa niepozostających w faktycznym władaniu właścicieli nieruchomości ziemskich, położonych w niektórych powiatach województwa białostockiego, lubelskiego, rzeszowskiego i krakowskiego z 1949 roku.
Część gruntów z PFZ przekazano bezrolnym oraz rolnikom, posiadającym gospodarstwa obejmujące powierzchnię mniejszą niż 5 hektarów.

## Historia
W latach 1944–1989 roku na mocy zasady jednolitego funduszu własności państwowej, wyrażonej m.in. w art. 128 k.c. z 1964 roku, Skarb Państwa był jedynym właścicielem nieruchomości z PFZ, nawet tych, które były przekazywane w zarząd państwowym osobom prawnym. Za zobowiązania związane z taką nieruchomością państwowa osoba prawna odpowiadała jedynie wtedy, gdy to ona zaciągnęła zobowiązanie związane z nieruchomością pozostającą w zarządzie. W pozostałych przypadkach odpowiedzialność ponosił Skarb Państwa.
29 września 1990 roku uchwalono ustawę o gospodarce gruntami i wywłaszczaniu nieruchomości. Na jej mocy państwowe osoby prawne stały się użytkownikami wieczystymi gruntów państwowych, którymi zarządzały, oraz właścicielami obiektów, znajdujących się na tychże gruntach.
Grunty Skarbu Państwa w zarządzie państwowych osób prawnych, należące do PFZ, oraz grunty Skarbu Państwa w zarządzie państwowych przedsiębiorstw gospodarki rolnej zostały wyłączone spod tej ustawy. Na mocy ustawy o gospodarowaniu nieruchomościami rolnymi Skarbu Państwa z 19 października 1991 roku nieruchomości należące do PFZ przejęła Agencja Własności Rolnej Skarbu Państwa.

## Państwowy Fundusz Ziemi w świetle dekretu o przeprowadzeniu reformy rolnej
Dekret o przeprowadzeniu reformie rolnej z 1944 r. określił, że tworzy się Państwowy Fundusz Ziemi w celu przeprowadzenia reformy rolnej.
W skład Państwowego Funduszu Ziemi wchodziły:
- aktywa dotychczasowego Funduszu Obrotowego Reformy Rolnej, powołanego ustawą z dnia 9 marca 1932 r.;
- należności i wpływy z tytułu czynności, związanych z przebudową ustroju rolnego;
- nieruchomości ziemskie przejęte na cele reformy rolnej;
- należności i wpływy z administracji nieruchomości;
- należności i wpływy z tytułu zbycia nieruchomości przejętych na cele reformy rolnej;
- oprocentowanie gotowizny Państwowego Funduszu Ziemi;
- dotacje skarbu państwa;
- inne wpływy.

Z Państwowego Funduszu Ziemi pokrywane były wszelkie wydatki związane z przeprowadzeniem reformy rolnej oraz udzielane były pożyczki na urządzenie gospodarstwa oraz na inwestycje.

## Źródła pozyskiwania i kierunki rozdysponowania gruntów Państwowego Funduszu Ziemi w latach 1957–1969
Według danych roczników statystycznych GUS źródła pozyskiwania i kierunki rozdysponowania gruntów Państwowego Funduszu Ziemi w latach 1957–1969 przedstawiały się następująco (w tys. ha):
| Wyszczególnienie                                  | 1957  | 1958  | 1959  | 1960  | 1961  | 1962  | 1965   | 1967   | 1969   |
| Stan gruntów PFZ 1 stycznia                       | 613,5 | 705,4 | 866,6 | 889,2 | 973,2 | 920,3 | 1016,9 | 1068,2 | 1076,9 |
| Przybyło gruntów PFZ:                             | 500,6 | 350,4 | 227,6 | 233,6 | 152,9 | 214,5 | 229,9  | 170,7  | 179,9  |
| ------------------------------------------------- | ----- | ----- | ----- | ----- | ----- | ----- | ------ | ------ | ------ |
| od osób prywatnych zrzekających się gruntów       | –     | 50,2  | 44,1  | 36,2  | 41,1  | 68,3  | 68,4   | 71,1   | 106    |
| z rolniczych spółdzielni produkcyjnych            | 381,1 | 16,0  | 9,7   | –     | –     | –     | –      | –      | –      |
| z gospodarstw państwowych                         | 119,5 | 91,8  | 97,6  | 39,8  | 302   | 9,5   | 4,2    | 5,5    | 10,7   |
| na skutek sprostowania pomiarów geodezyjnych      | –     | 192,4 | 76,2  | 157,6 | 81,6  | 136,7 | 157,3  | 94,1   | 63,2   |
|                                                   |       |       |       |       |       |       |        |        |        |
| Rozdysponowano trwale grunty PFZ                  | 408,7 | 189,2 | 205,0 | 149,6 | 205,8 | 187,6 | 193,3  | 148,4  | 192,2  |
| w tym:                                            |       |       |       |       |       |       |        |        |        |
| nadzielono lub sprzedano nowym osadnikom          | 133,7 | 57,1  | 38,3  | 37,6  | 29,5  | 25,2  | 49,9   | 40,0   | 38,9   |
| nadzielono lub sprzedano na upełnorolnienie       | 219,0 | 55,0  | 27,1  | 22    | 18,5  | 13,4  | 22,8   | 15,6   | 38,5   |
| przekazano rolniczym spółdzielniom produkcyjnym   | 17,2  | 43,5  | 36,9  | 28,8  | 24,8  | 7,9   | 19,8   | 12,9   | 17,4   |
| przekazano państwowym gospodarstwom rolnym        | 38,8  | 11,2  | 35,2  | 26,7  | 59,7  | 79,4  | 64,9   | 59,7   | 81,7   |
| przekazano na cele nierolnicze                    | –     | 22,4  | 67,5  | 34,5  | 73,3  | 61,7  | 35,9   | 20,2   | 15,7   |
|                                                   |       |       |       |       |       |       |        |        |        |
| Stan gruntów PFZ 31 grudnia                       | 705,4 | 866,6 | 889,2 | 973,2 | 920,3 | 947,2 | 1053,5 | 1090,5 | 1064,6 |
| Wydzierżawiono ogółem:                            | 389,5 | 479,0 | 528,8 | 613,1 | 611,9 | 618,7 | 673,1  | 709,7  | 733,3  |
| w tym:                                            |       |       |       |       |       |       |        |        |        |
| bezrolnym                                         | 95,4  | 112,6 | 106,3 | 94,9  | 73,9  | 74,5  | 65,1   | 75,5   | 80,5   |
| gospodarstwom indywidualnym                       | 294,1 | 343,7 | 387,3 | 429,1 | 412,0 | 407,4 | 456,6  | 492,3  | 532,9  |
| kółkom rolniczym                                  | –     | 10,3  | 18,4  | 72,2  | 105,3 | 115,8 | 124,8  | 110,8  | 97,1   |
| instytucjom państwowym i społecznym               | –     | 12,4  | 16,8  | 16,9  | 20,7  | 21,0  | 26,6   | 31,1   | 22,8   |
|                                                   |       |       |       |       |       |       |        |        |        |
| Pozostało w bezpośredniej administracji PFZ       | 315,9 | 387,6 | 360,4 | 360,1 | 308,4 | 328,5 | 380,4  | 380,8  | 331,3  |
| w tym:                                            |       |       |       |       |       |       |        |        |        |
| grunty nadające się pod zalesienie                | –     | 104,3 | 68,6  | 73,8  | 61,2  | 72,3  | 82,9   | 103,5  | 105,9  |
| grunty nie nadające się do użytkowania rolniczego | –     | 56,5  | 82,9  | 145,9 | 139,3 | 93,9  | 75,8   | 66,3   | 52,9   |
| grunty w bezumownym użytkowaniu rolnym            | –     | 213,9 | 191,8 | 120,2 | 86,7  | 105,2 | 117,9  | 106,1  | 74,2   |

## Źródła pozyskiwania i kierunki rozdysponowania gruntów Państwowego Funduszu Ziemi w latach 1980–1988
Według danych roczników statystycznych GUS źródła pozyskiwania i kierunki rozdysponowania gruntów Państwowego Funduszu Ziemi w latach 1980–1988 przedstawiały się następująco (w tys. ha):
| Rok                                        | 1980  | 1985  | 1986  | 1987  | 1988  |
| ------------------------------------------ | ----- | ----- | ----- | ----- | ----- |
| Stan 1 stycznia                            | 932,0 | 806,0 | 781,0 | 763,0 | 779,0 |
| Przybyło gruntów PFZ, w tym                | 205,0 | 87,0  | 107,0 | 122,0 | 120,0 |
| z gospodarki uspołecznionej                | 43,0  | 26,0  | 20,0  | 14,0  | 21,0  |
| w tym z gospodarstw państwowych            | 4,0   | 7,0   | 5,0   | 4,0   | 7,0   |
| z gospodarki nieuspołecznionej             | 162,0 | 61,0  | 87,0  | 105,0 | 99,0  |
| w tym za emeryturę i rentę                 | 127,0 | 55,0  | 80,0  | 96,0  | 90,0  |
|                                            |       |       |       |       |       |
| Trwałe rozdysponowanie gruntów PFZ, w tym  | 251,0 | 103,0 | 113,0 | 102,0 | 93,0  |
| na cele rolnicze                           | 219,0 | 71,0  | 67,0  | 77,0  | 80,0  |
| na cele nierolnicze                        | 32,0  | 32,0  | 46,0  | 25,0  | 13,0  |
|                                            |       |       |       |       |       |
| Stan 31 grudnia                            | 886,0 | 790,0 | 775,0 | 783,0 | 806,0 |
| Zagospodarowano grunty, w tym:             | 693,0 | 593,0 | 580,0 | 586,0 | 597,0 |
| przekazano gospodarstwie uspołecznionej    | 25,0  | 12,0  | 8,0   | 6,0   | 6,0   |
| wydzierżawiono                             | 505,0 | 437,0 | 427,0 | 427,0 | 434,0 |
|                                            |       |       |       |       |       |
| Pozostało w bezpośrednie administracji PFZ | 193,0 | 197,0 | 195,0 | 197,0 | 209,0 |
| w tym grunty przeznaczone do zalesienia    | 156,0 | 166,0 | 155,0 | 150,0 | 103,0 |

## Przekazanie gruntów Państwowego Funduszu Ziemi do Zasobu Własności Rolnej Skarbu Państwa
W ustawie z 1991 r. o gospodarowaniu nieruchomościami skarbu państwa stwierdzono, że grunty Państwowego Funduszy Ziemi wchodzą w skład Zasobu Własności Rolnej Skarbu Państwa.
Przekazywanie gruntów PFZ odbywało się stopniowo, co obrazują następujące dane:
- 1992 – 59,2 tys. ha, co stanowiło 7,4% stanu PFZ;
- 1993 – 259,8 tys. ha, co stanowiło 32,5% stanu PFZ;
- 1994 – 436,0 tys. ha, co stanowiło 54,6% stanu PFZ;
- 1995 – 538,0 tys. ha, co stanowiło 67,4% stanu PFZ;
- 1996 – 580,0 tys. ha, co stanowiła 72,7% stanu PFZ.